# Jakub Holúbek
Jakub Holúbek, född 12 januari 1991, är en slovakisk fotbollsspelare som spelar för Piast Gliwice. Han representerar även Slovakiens landslag.

## Karriär
Den 1 juli 2019 värvades Holúbek till polska Piast Gliwice, kontraktet varar fram till den 30 juni 2022. Han debuterade i Ekstraklasa den 28 juli 2019 i en 2-1-förlust mot Śląsk Wrocław, där han blev inbytt i den 79:e minuten mot Jorge Félix.